# 于忠福
于忠福（1956年7月—），山东莱阳人，中国人民解放军空军上将。中国共产党第十九届中央委员会委员。

## 生平
1974年12月，参加中国人民解放军空军，1976年入华中师范大学政治系学习。历任空军雷达兵第四十九团司令部战士、宣传教育干事、政治指导员、政治处组织股股长、武汉军区空军政治部任免科长。
1985年起，历任济南军区空军政治部干部处副处长、处长。
1997年8月，任济南军区空军航空兵19歼击师政委。
2004年6月，任北京军区空军航空兵24歼击师政委。
2006年3月，任南京军区空军政治部副主任，同年9月改任空军上海指挥所政治委员。
2010年7月，任兰州军区空军政治部主任。2012年3月，任空军政治部副主任。
2012年12月，升任济南军区空军政治委员。
2014年7月，改任南京军区空军政治委员。
2015年7月，接替退役的田修思，担任中国人民解放军空军政治委员。2018年2月24日，当选为第十三届全国人大代表。
2007年7月，晋升空军少将军衔。2014年7月，晋升空军中将军衔。2017年7月28日，晋升上将军衔。2023年，他当选为全国人大环境与资源保护委员会副主任委員。